# Bettina von Arnim
Bettina von Arnim, egentligen Anna Elisabeth Catharina Ludovica Magdalena von Arnim, född Brentano 4 april 1785 i Frankfurt am Main, död 20 januari 1859 i Berlin, var en tysk författare och en betydande person under den tyska romantiken. Hon var dotter till den italienskättade köpmannen och diplomaten Peter Anton Brentano och Maximiliane von La Roche samt dotterdotter till författaren Sophie von La Roche. Hon var vidare syster till författaren Clemens Brentano och faster till Lujo Brentano.
Som ung umgicks Bettina Brentano förtroligt med Goethes mor i Frankfurt och blev 1807 presenterad för honom själv i Weimar. Hon dolde inte sitt tillbedjande svärmeri för den redan åldrige skalden, som dock försiktigt avvisade henne. Det kom till öppen brytning mellan dem, och Bettina Brentano gifte sig 1811 med skalden Achim von Arnim. Först efter sin makes och Goethes död debuterade hon som författare. I Goethes Briefwechsel mit einem Kinde (tre band, 1835) har åtskilliga av breven efteråt uppvisats vara skrivna av Bettina von Arnim själv. På liknande vis skildrade hon sin ungdomsväninna Karoline von Günderrode i en brevväxling (två band). Vidare skrev hon Dies Buch gehört dem König (två band, 1843, ett försök att lösa den sociala armodsfrågan) och flera skrifter i en blomsterrik sierskestil.
Bettina von Arnims relation med Goethe behandlas i Milan Kunderas roman Odödligheten.
Hennes porträtt har tryckts på tyska sedlar och frimärken.

## Familj
Barn med Achim von Arnim: 
- Freimund Johann, 1812
- Siegmund Lucas, 1813
- Friedmund Anton Nepomuk, 1815
- Kühnemund Waldemar, 1817
- Maximiliane Marie Catharine, 1818
- Armgart Catharina, 1820 (mor till författarna Elisabeth von Heyking och Irene Forbes-Mosse
- Gisela, 1827